# Pratdip
Pratdip, hay còn gọi là "El Prat" là một đô thị trong comarca Baix Camp, tỉnh Tarragona, cộng đồng tự trị Catalonia, Tây Ban Nha.